# Adriaen van Cronenburg

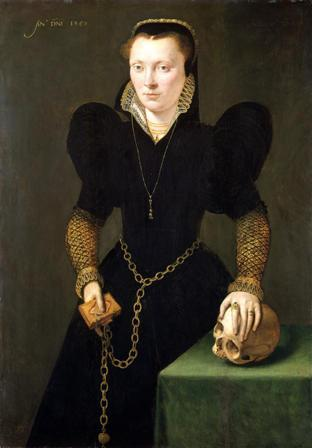
Portret van Katheryn of Berain, 1568, National Museum Cardiff

Adriaen van Cronenburg (Schagen, ca. 1545 - Bergum, ca. 1604) was een Noord-Nederlands kunstschilder. Zijn naam komt voor in diverse spellingvarianten, waaronder 'Cro(o)nenburgh' en 'Cro(o)nenburch'. Hij vervaardigde voornamelijk portretten.
Van Cronenburg behoorde tot een verarmde adellijke familie en moest van zijn schildertalenten gebruikmaken om in zijn levensonderhoud te voorzien. Tot ca. 1580 was hij gemeentesecretaris van Tietjerksteradeel. Van Willem van Oranje ontving hij een schadeloosstelling voor zijn door de Spanjaarden geroofde bezittingen. Hij week uit naar Groningen, waar hij in 1587 fungeerde als opzichter bij het graven van de Nije Schipvaart oftewel het Spaanjaardsdiep van Groningen naar Westfalen.
Als schilder was Van Cronenburg werkzaam in de provincies Friesland en Groningen, maar hij bracht ook enige tijd door in België, met name in Leuven en Antwerpen, waar hij het hier getoonde portret vervaardigde van Katheryn of Berain, een invloedrijke adellijke vrouw uit Wales. 
Diverse werken van Van Cronenburg bevinden zich in het Fries Museum.